# Gerald Glass
Gerald Damon Glass (Greenwood, 12 novembre 1967) è un ex cestista statunitense, professionista nella NBA, in Italia, Francia e Israele.

## Carriera
È stato selezionato dai Minnesota Timberwolves al primo giro del Draft NBA 1990 (20ª scelta assoluta).

## Statistiche

### College
| Anno      | Squadra         | PG | PT | MP   | TC%  | 3P%  | TL%  | RP  | AP  | PRP | SP  | PP   |
| --------- | --------------- | -- | -- | ---- | ---- | ---- | ---- | --- | --- | --- | --- | ---- |
| 1988-1989 | Ole Miss Rebels | 30 | 30 | 35,7 | 53,2 | 37,6 | 73,6 | 8,5 | 1,9 | 3,0 | 1,0 | 28,0 |
| 1989-1990 | Ole Miss Rebels | 30 | 30 | 36,9 | 49,0 | 37,7 | 73,6 | 7,6 | 4,0 | 2,3 | 1,0 | 24,1 |
| Carriera  | Carriera        | 60 | 60 | 36,3 | 51,1 | 37,7 | 73,6 | 8,1 | 3,0 | 2,7 | 1,0 | 26,1 |

### NBA

#### Regular Season
| Anno      | Squadra            | PG  | PT | MP   | TC%  | 3P%  | TL%  | RP  | AP  | PRP | SP  | PP   |
| --------- | ------------------ | --- | -- | ---- | ---- | ---- | ---- | --- | --- | --- | --- | ---- |
| 1990-1991 | Minnesota T'wolves | 51  | 3  | 11,9 | 43,8 | 11,8 | 68,4 | 2,0 | 0,8 | 0,5 | 0,2 | 6,9  |
| 1991-1992 | Minnesota T'wolves | 75  | 41 | 24,3 | 44,0 | 29,6 | 61,6 | 3,5 | 2,3 | 0,9 | 0,4 | 11,5 |
| 1992-1993 | Minnesota T'wolves | 4   | 0  | 17,8 | 29,6 | 0,0  | 66,7 | 0,8 | 2,3 | 0,8 | 0,0 | 5,0  |
| 1992-1993 | Detroit Pistons    | 56  | 5  | 13,9 | 42,9 | 22,6 | 63,6 | 2,5 | 1,2 | 0,5 | 0,3 | 5,3  |
| 1995-1996 | N.J. Nets          | 10  | 0  | 5,6  | 35,7 | 20,0 | -    | 0,6 | 0,4 | 0,2 | 0,1 | 2,1  |
| 1995-1996 | Charlotte Hornets  | 5   | 0  | 3,0  | 40,0 | 0,0  | 100  | 0,4 | 0,0 | 0,2 | 0,0 | 1,0  |
| Carriera  | Carriera           | 201 | 49 | 16,7 | 43,3 | 23,6 | 64,3 | 2,5 | 1,5 | 0,6 | 0,3 | 7,7  |